# Étang-sur-Arroux
Étang-sur-Arroux est une commune française située dans le département de Saône-et-Loire, en région Bourgogne-Franche-Comté.
Elle est membre du parc naturel régional du Morvan.

## Géographie

### Hydrographie
Le village est traversé par l'Arroux. Il s'y jette le Mesvrin, issu de Couches, et la Braconne, descendue du mont Beuvray.

### Voies de communication et transports

#### Voies routières
La commune se situe sur la RD 994 - ancienne RN 494), route de Vichy à Dijon - qui la relie entre autres à Autun.

#### Transports ferroviaires
La gare d'Étang-sur-Arroux se situe sur la ligne de Nevers à Chagny et accueille notamment la relation TER Bourgogne-Franche-Comté de Dijon à Nevers, ainsi que celles d'Étang-sur-Arroux à Nevers et d'Étang-sur-Arroux à Montchanin, qui desservent davantage de gares que la première.
Elle est également l'origine de la ligne d'Étang à Santenay (via Autun), aujourd'hui déclassée et déposée au-delà d'Autun, et neutralisée entre Étang-sur-Arroux et Autun depuis 2020 pour cause de travaux relatifs à l'état dégradé de la voie. Depuis cette dernière fermeture, la gare d'Étang-sur-Arroux reste reliée à celle d'Autun par des autocars du réseau régional. Néanmoins, la ligne ferroviaire pourrait rouvrir à terme, elle doit en effet servir à tester une nouvelle navette électrique de la SNCF, nommée Flexy, qui doit être mise en service d'ici 2025 si ces tests s'avèrent concluants.

#### Transports routiers
La commune est desservie par la LR 719 du réseau régional Mobigo, qui la relie au Creusot, en desservant au passage les mêmes gares que la voie ferrée.

### Climat
Pour des articles plus généraux, voir Climat de la Bourgogne-Franche-Comté et Climat de Saône-et-Loire.
En 2010, le climat de la commune est de type climat océanique dégradé des plaines du Centre et du Nord, selon une étude du Centre national de la recherche scientifique s'appuyant sur une série de données couvrant la période 1971-2000. En 2020, Météo-France publie une typologie des climats de la France métropolitaine dans laquelle la commune est exposée à un climat océanique altéré et est dans une zone de transition entre les régions climatiques « Lorraine, plateau de Langres, Morvan » et « Centre et contreforts nord du Massif Central ».
Pour la période 1971-2000, la température annuelle moyenne est de 10,5 °C, avec une amplitude thermique annuelle de 16,4 °C. Le cumul annuel moyen de précipitations est de 906 mm, avec 12,3 jours de précipitations en janvier et 7,6 jours en juillet. Pour la période 1991-2020, la température moyenne annuelle observée sur la station météorologique de Météo-France la plus proche, « Saint-Symphorien de Marmagne », sur la commune de Saint-Symphorien-de-Marmagne à 11 km à vol d'oiseau, est de 11,1 °C et le cumul annuel moyen de précipitations est de 974,4 mm. 
La température maximale relevée sur cette station est de 42 °C, atteinte le 18 juillet 1964 ; la température minimale est de −22 °C, atteinte le 16 janvier 1985,,.
Les paramètres climatiques de la commune ont été estimés pour le milieu du siècle (2041-2070) selon différents scénarios d'émission de gaz à effet de serre à partir des nouvelles projections climatiques de référence DRIAS-2020. Ils sont consultables sur un site dédié publié par Météo-France en novembre 2022.

## Urbanisme

### Typologie
Au 1er janvier 2024, Étang-sur-Arroux est catégorisée bourg rural, selon la nouvelle grille communale de densité à sept niveaux définie par l'Insee en 2022.
Elle est située hors unité urbaine. Par ailleurs la commune fait partie de l'aire d'attraction d'Autun, dont elle est une commune de la couronne,. Cette aire, qui regroupe 42 communes, est catégorisée dans les aires de moins de 50 000 habitants,.

### Occupation des sols
L'occupation des sols de la commune, telle qu'elle ressort de la base de données européenne d’occupation biophysique des sols Corine Land Cover (CLC), est marquée par l'importance des territoires agricoles (86,4 % en 2018), en augmentation par rapport à 1990 (84,3 %). La répartition détaillée en 2018 est la suivante : prairies (75,3 %), zones agricoles hétérogènes (9,9 %), forêts (7,7 %), zones urbanisées (5 %), terres arables (1,2 %), mines, décharges et chantiers (0,9 %). L'évolution de l’occupation des sols de la commune et de ses infrastructures peut être observée sur les différentes représentations cartographiques du territoire : la carte de Cassini (XVIIIe siècle), la carte d'état-major (1820-1866) et les cartes ou photos aériennes de l'IGN pour la période actuelle (1950 à aujourd'hui).

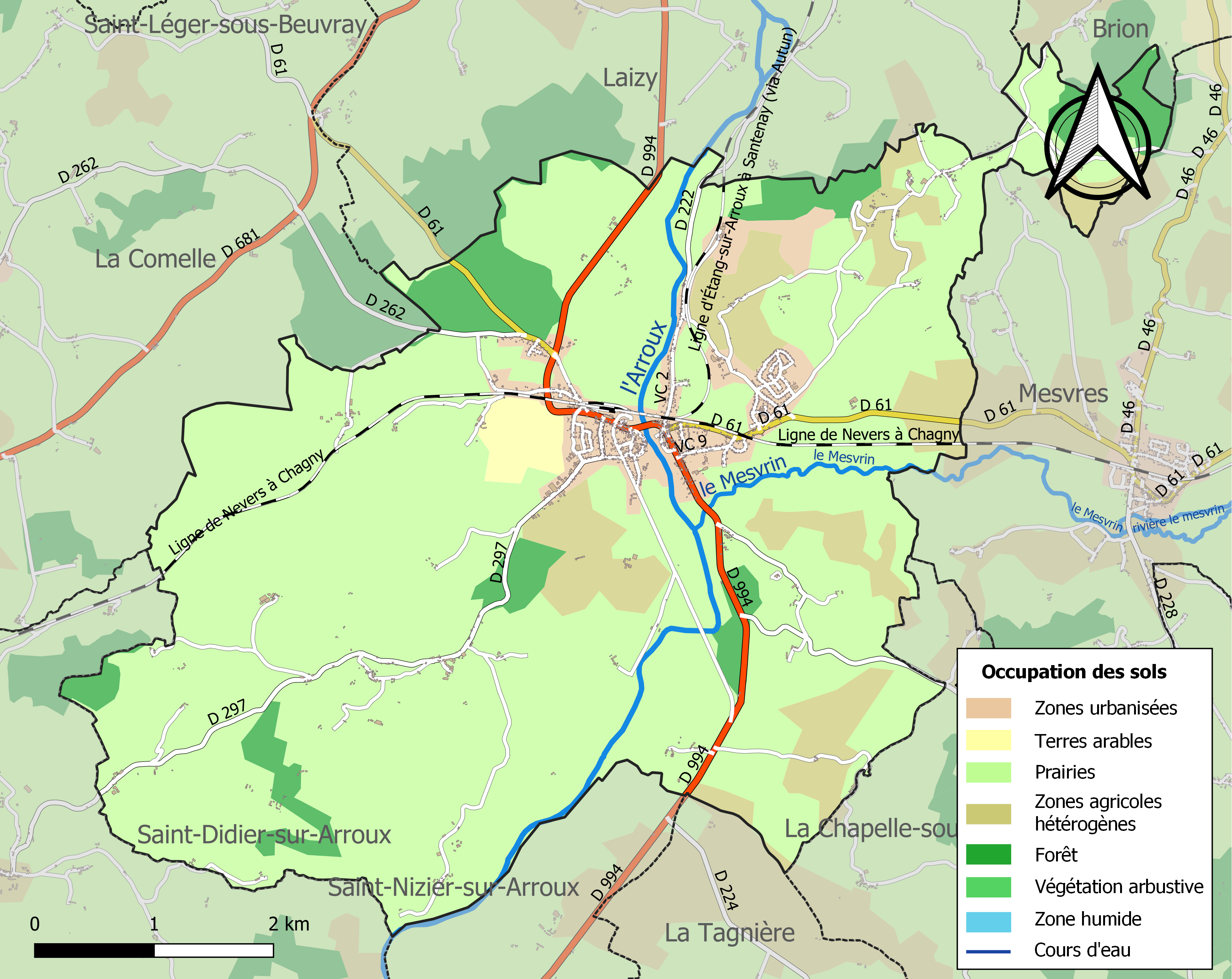
Carte des infrastructures et de l'occupation des sols de la commune en 2018 (CLC).

## Histoire
Dédiée à Saint-Pierre, de style néo-gothique, l'église a été construite de 1867 à 1869 sur les plans de l’architecte Lefèvre du Creusot, à l’emplacement d’une ancienne église du XIe siècle devenue trop petite. Elle présente des dimensions imposantes avec 45 mètres de hauteur sur 16 m (hauteur du clocher élevé en 1875 : 40 mètres).
De 1893 à 1954, Étang-sur-Arroux fut relié à Digoin (via Gueugnon) par un pittoresque « tacot » : celui qui circulait sur la ligne à voie étroite Digoin-Étang-sur-Arroux, inaugurée le 1er août 1893 et longue de 53 kilomètres. Elle faisait partie du réseau de Saône-et-Loire de la compagnie  CFD.

## Héraldique
| Blason de Étang-sur-Arroux | Blason  | D'azur au pont de cinq arches d’argent sur une rivière du même, entre deux collines losangées de sinople et d'or mouvant des flancs, le pont surmonté à senestre d'un cristal de neige d'argent ; au chef bandé d'azur et d'or et à la bordure de gueules. |
| Blason de Étang-sur-Arroux | Détails | Le statut officiel du blason reste à déterminer. |

## Politique et administration

### Liste des maires
| Période                                  | Période        | Identité                 | Étiquette     | Qualité |
| ---------------------------------------- | -------------- | ------------------------ | ------------- | --- |
| Les données manquantes sont à compléter. |                |                          |               | |
| ?                                        | septembre 1981 | Claude Gabriel Bouthière | Rad. puis MRG | Vétérinaire Député de la 3e circonscription de Saône-et-Loire (1962 → 1968) Conseiller général de Saint-Léger-sous-Beuvray (1955 → 1981) Décédé en fonction              |
| Les données manquantes sont à compléter. |                |                          |               | |
| mars 1989                                | mars 2014      | Robert Jacquemard        | MRG puis PRG  | Employé territorial retraité Conseiller général de Saint-Léger-sous-Beuvray (1981 → 2011) Président de la CC de Beuvray - Val d'Arroux Président du SIVOM Arroux-Bracone |
| mars 2014                                | En cours       | Dominique Commeau        | DVG           | Retraité de l'industrie Conseiller général de Saint-Léger-sous-Beuvray (2011 → 2015) 8e vice-président de la CC du Grand Autunois Morvan                                 |

### Jumelage
Étang-sur-Arroux figure parmi les quinze premières communes de Saône-et-Loire à avoir établi − puis officialisé − des liens d'amitié avec une localité étrangère.
La commune est jumelée avec : 
- Edenkoben (Allemagne).

## Démographie
L'évolution du nombre d'habitants est connue à travers les recensements de la population effectués dans la commune depuis 1793. Pour les communes de moins de 10 000 habitants, une enquête de recensement portant sur toute la population est réalisée tous les cinq ans, les populations de référence des années intermédiaires étant quant à elles estimées par interpolation ou extrapolation. Pour la commune, le premier recensement exhaustif entrant dans le cadre du nouveau dispositif a été réalisé en 2004.

En 2022, la commune comptait 1 788 habitants, en évolution de −5,89 % par rapport à 2016 (Saône-et-Loire : −1,06 %, France hors Mayotte : +2,11 %).
| 1793 | 1800 | 1806  | 1821  | 1831  | 1836  | 1841  | 1846  | 1851  |
| ---- | ---- | ----- | ----- | ----- | ----- | ----- | ----- | ----- |
| 696  | 909  | 1 040 | 1 052 | 1 086 | 1 093 | 1 144 | 1 157 | 1 093 |

| 1856  | 1861  | 1866  | 1872  | 1876  | 1881  | 1886  | 1891  | 1896  |
| ----- | ----- | ----- | ----- | ----- | ----- | ----- | ----- | ----- |
| 1 121 | 1 149 | 1 310 | 1 434 | 1 555 | 1 664 | 1 818 | 1 801 | 1 852 |

| 1901  | 1906  | 1911  | 1921  | 1926  | 1931  | 1936  | 1946  | 1954  |
| ----- | ----- | ----- | ----- | ----- | ----- | ----- | ----- | ----- |
| 1 965 | 1 916 | 1 930 | 1 875 | 1 826 | 1 662 | 1 653 | 1 726 | 1 628 |

| 1962  | 1968  | 1975  | 1982  | 1990  | 1999  | 2004  | 2006  | 2009  |
| ----- | ----- | ----- | ----- | ----- | ----- | ----- | ----- | ----- |
| 1 587 | 1 524 | 1 567 | 1 760 | 1 835 | 1 836 | 1 912 | 1 927 | 1 953 |

| 2014  | 2019  | 2022  | - | - | - | - | - | - |
| ----- | ----- | ----- | - | - | - | - | - | - |
| 1 922 | 1 811 | 1 788 | - | - | - | - | - | - |

Les 1 922 habitants de la commune, en 2014, ont moins de 30 ans pour 570 d'entre eux, 652 ont entre 39 et 59 ans et 700 ont 60 ans ou plus.
Parmi les 1 078 personnes qui, en 2014, ont entre 15 et 64 ans. 63 % sont des actifs ayant un emploi, 11,9 % sont chômeurs, 9,1 % sont élèves ou étudiants, 9,6 % sont retraités ou préretraités et 6,4 % sont d’autres inactifs.

## Logement
Le nombre de logements existants dans la commune en 2014 est de 989 ; 846 sont des résidences principales, 64 des résidences secondaires ou des logements occasionnels et 79 sont des logements vacants. Le nombre de maisons est de 750 et celui des appartements de 186.

## Économie et emploi
Sur le territoire communal il existe, au 31 décembre 2015, 188 établissements actifs qui emploient 518 salariés au total :
- 21 appartiennent au secteur de l’agriculture (5 salariés au total) ;
- 16 au secteur de l'industrie (79 salariés au total) ;
- 11 sont du secteur de la construction (58 salariés) ;
- 98 sont du secteur du commerce, des transports et des services divers (109 salariés au total) ;
- 42 sont du secteur de l’administration publique, de l’enseignement, de la santé et de l’action sociale (267 salariés au total).

## Culte
Étang-sur-Arroux est le siège de la paroisse Sainte-Jeanne-de-Chantal, paroisse du diocèse d'Autun qui regroupe seize villages : Brion, Charbonnat, Dettey, Étang-sur-Arroux, Laizy, La Chapelle-sous-Uchon, La Comelle, La Grande-Verrière, La Tagnière, Mesvres, Saint-Didier-sur-Arroux, Saint-Nizier-sur-Arroux, Saint-Léger-sous-Beuvray, Saint-Prix-sous-Beuvray, Thil-sur-Arroux et Uchon.

## Culture locale et patrimoine

### Lieux et monuments
- Une ancienne voie romaine conduisait d'Autun à Toulon-sur-Arroux en passant par le Mousseau.
- Au XIIe siècle, le village d'Étang-sur-Arroux était tenu en arrière-fief par une famille noble, les d'Estang.
- L'ancienne église Saint-Pierre du XIe siècle laissa place, au milieu du XIXe siècle, à l'édifice actuel de style néogothique. À partir du XIXe siècle, avec l'essor de l'industrie, la commune devint un important carrefour routier et ferroviaire.
- Le pont à 5 arches, symbole du nouvel essor d'Étang-sur-Arroux, devint vite, et demeure encore aujourd'hui, le blason de la ville.
- La Perrière, sur la rive gauche de l'Arroux, est un lieu très ancien et formait autrefois, comme Étang, une dépendance de l'évêché d'Autun. Il fut cédé en fief au comte de Nevers.
- Le château de la Perrière : le castel était un fleuron du patrimoine du chancelier Nicolas Rolin. L’équipe du centre de castellologie de Bourgogne s'est intéressée au site et a entrepris des fouilles. Voici les conclusions des travaux de fouille menés à ce jour[Quand ?] : « Nous voyons apparaître aujourd'hui un bâtiment au plan fortement contraint par le relief, avec au nord un château « haut », bâti au sommet d'un rocher, et sans doute rapidement victime de la désagrégation du substrat, et au sud un château bas qui enveloppe le rocher à la base et essaie d’en régulariser le plan. Le château haut est sans doute un peu plus ancien, c'est en tout cas ce que donne à penser l'archère à étrier. Il est composé d'une tour ronde à l'est et d'un bâtiment à base carrée à l'ouest. Cet ensemble a souffert précocement de l'instabilité du substrat. La tour ronde s'est ouverte et a sans doute été rapidement détruite. Le bâtiment ouest a été dans un premier temps stabilisé par une terrasse de chemisement, qui elle-même a été absorbée dans un talus. Tous ces efforts n'ont pas empêché la totale disparition de la courtine nord. Au sud, les structures, plus basses, ont moins souffert. Elles sont sans doute également plus tardives. On imagine mal la savante stéréotomie des tours octogonales avant le XIVe siècle, aussi est-il tentant d'attribuer ce chantier à Nicolas Rolin. Le passage du rond à l'octogone pourrait être une référence à la tour du château Rivau (tour des Ursulines à Autun) ou de celle du Plessis à Blanzy. Néanmoins, aucun de ces exemples ne met en place une stéréotomie aussi maîtrisée. Au sommet du tertre, des prospections de surface ont permis de repérer de larges tâches cendreuses noires, riches en céramiques médiévales. Assurément, il ne s'agit ni de terre végétale, ni de couche de démolitions. Comme nous l'avons vu, le château a été soigneusement démonté. Le sommet de la butte n'est donc pas recouvert par d'épaisses couches de remblais, mais il semble au contraire que les couches d'occupation soient à l'air, et disparaissent rapidement sous l'agression de l'érosion, accélérée par le défrichement et les visiteurs de plus en plus nombreux. Enfin, dernier mystère : nos dégagements n'ont pas permis de mettre en évidence l'emplacement d’une porte, ce qui compromet évidemment la compréhension générale du site. Le dégagement des derniers remblais qui cachent la périphérie du château, au milieu du flanc ouest et sur l'angle nord-ouest, pourrait peut-être apporter des réponses à cette question ».
- Le château de Fougerette.
- La Maison du Passeur : située en bordure de l'Arroux, cette maison du XVIIe siècle est le symbole du village de cette époque. En effet c'est ici que vivait « le passeur » qui permettait aux Etangois de passer d'une rive à l'autre grâce à sa barque. L'actuel pont, aujourd'hui ne fut construit qu’au XIXe siècle.
- Panorama de Beauvoir : en montant sur les hauteurs de la commune d'Étang-sur-Arroux, en direction de Saint-Didier-sur-Arroux, peu après le hameau de Velet.
- Le gymnase des Guillemots : l'architecte Daubert a réalisé le gymnase d'Étang-sur-Arroux dans la plus pure tradition néogothique de Viollet-le-Duc. Il fit évacuer les eaux de cette enveloppe d'ardoises noires au moyen de gargouilles au dessin contemporain. Ce monolithe noir est devenu un repère dans ce paysage.
- La bibliothèque municipale, installée en 1990 dans une ancienne forge artisanale[22].
- Une reproduction de la grotte de Lourdes[23] est construite par l'abbé Gadant avec l'aide de sa paroisse. Elle prend le nom de grotte de la Garenne, d'après le lieu-dit où elle est située.  La grotte est inaugurée le 26 juillet 1936 en présence du Père Henry, chapelain de Paray le Monial, et du Père Astier, aumônier de Mâcon.